# Gilles Personne de Roberval
Gilles Personne de Roberval (Roberval, França, 9 de agosto de 1602 — Paris, 27 de outubro de 1675) foi um matemático e físico francês
Inventor da balança de Roberval, além de outras contribuições na matemática.
Assim como René Descartes, ele estava presente no cerco de La Rochelle em 1627. No mesmo ano, ele foi para Paris, onde foi nomeado para a cátedra de filosofia na faculdade Gervais em 1631, e dois anos depois para a cadeira de matemática no Colégio Real de França. A condição de estar nesta cadeira era que o titular devia propor questões matemáticas para solucionar, e devia renunciar em favor de qualquer pessoa que tivesse resolvido tais questões melhor do que ele. Mas, apesar disso, Roberval foi capaz de manter a cadeira até sua morte.
Roberval foi um dos matemáticos que, pouco antes da invenção do cálculo infinitesimal, ocuparam a atenção dos problemas que só são solucionáveis, ou podem ser resolvidos mais facilmente, por algum método que envolve limites ou infinitesimais, que hoje seria resolvido pelo cálculo. Ele trabalhou na quadratura das superfícies e da cubagem de sólidos, que ele realizou, em alguns dos casos mais simples, através de um método original que ele chamou de "Método dos indivisíveis", mas ele perdeu boa parte do crédito da descoberta, mantendo o seu método para uso próprio, enquanto Bonaventura Cavalieri publicou um método semelhante, que ele inventou independentemente.
Outra das descobertas de Roberval era um método bastante geral dos desenhos tangentes, considerando uma curva descrita por um ponto móvel cujo movimento é a resultante de vários movimentos mais simples. Ele também descobriu um método de obter uma curva de outro, por meio do qual as áreas finitas podem ser obtidas iguais para as áreas entre as curvas certas e suas assíntotas. Para essas curvas, que também foram aplicadas a algum efeito quadraturas, Evangelista Torricelli deu o nome de "linhas Robervallian".
Entre Roberval e René Descartes existia um sentimento de má vontade, devido ao ciúme despertado anteriormente pela crítica que Descartes havia feito a alguns dos métodos utilizados por ele e por Pierre de Fermat, e isso o levou a criticar e opor-se aos métodos analíticos que Descartes introduziu na geometria sobre este tempo.
Como resultados de trabalhos fora da matemática pura, em Roberval pode-se observar um trabalho sobre o sistema do universo, em que ele suporta o sistema de Copérnico, heliocêntrica e atributos de uma atração mútua de todas as partículas de matéria e também a invenção de um tipo especial de equilíbrio, a partir da chamada Balança Roberval.